# Jekaterina Wladimirowna Wetkowa
Jekaterina Wladimirowna Wetkowa (russisch Екатерина Владимировна Веткова, wiss. Transliteration Ekaterina Vladimirovna Vetkova; * 1. August 1986 in Sysran) ist eine ehemalige russische Handballspielerin.
Wetkowa stand von 2004 bis 2007 beim russischen Erstligisten GK Lada Toljatti unter Vertrag. In diesem Zeitraum gewann sie 2005 und 2006 die russische Meisterschaft sowie 2007 den russischen Pokal. Ihre nächste Station war der Ligarivale Swesda Swenigorod, mit dem sie 2008 die EHF Champions League und die EHF Champions Trophy gewann. Im Jahre 2011 wechselte die Kreisspielerin zum rumänischen Spitzenverein CS Oltchim Râmnicu Vâlcea. Mit Oltchim gewann sie in den Spielzeiten 2011/12 und 2012/13 die Meisterschaft. Um mehr Spielanteile zu erhalten, wechselte sie im Dezember 2012 zum russischen Verein GK Astrachanotschka. Ab dem Sommer 2014 lief sie für den rumänischen Erstligisten CSM Bukarest auf. Mit CSM Bukarest gewann sie 2015 und 2016 die Meisterschaft, 2016 den rumänischen Pokal sowie 2016 die EHF Champions League. Ab dem Sommer 2016 stand sie beim französischen Erstligisten Toulon Saint-Cyr Var Handball unter Vertrag. Zwei Jahre später schloss sie sich dem rumänischen Verein ASC Corona 2010 Brașov an. Zur Saison 2019/20 wechselte Wetkowa zum französischen Erstligisten Jeanne d’Arc Dijon Handball. Im Sommer 2020 schloss sie sich dem türkischen Erstligisten Kastamonu Belediyesi GSK an. Mit Kastamonu Belediyesi gewann sie 2021 die türkische Meisterschaft. Anschließend unterschrieb Wetkowa einen Vertrag beim griechischen Erstligisten PAOK Thessaloniki, den sie im Januar 2022 wieder verließ.
Wetkowa gehörte dem Aufgebot der russischen Nationalmannschaft an. Mit Russland gewann sie 2009 die Weltmeisterschaft. Weiterhin errang sie bei der EM 2008 die Bronzemedaille.